# Pieter Dupont
Pieter Dupont, né le 5 juillet 1870 à Amsterdam et mort le 7 février 1911 à Hilversum, est un aquarelliste, peintre, dessinateur, graveur, créateur de livres, pastelliste, designer et professeur néerlandais.

## Biographie
Pieter Dupont naît le 5 juillet 1870 à Amsterdam. Il est le fils d'Abraham Dupont et d'Anne Cathérine Marie Winter. En 1900, il épouse Frederike Vaarzon Morel. En 1906 naît son premier fils Pieter Jan et en 1908 son deuxième fils Willem Frederik. Willem Frederik Dupont est l'auteur du livre Pieter Dupont, zijn leven en werken (Pieter Dupont, sa vie et son œuvre).
Il reçoit une brève formation à Amsterdam à la Kunstnijverheidsschool Quellinus (nl), à la Rijksnormaalschool voor Teekenonderwijzers (nl) et à l'Académie royale des beaux-arts d'Amsterdam. Il est l'élève de Carel Hendrik Helweg et de Maurits van der Valk, entre autres.
En tant que peintre, Pieter Dupont est connu dans ses premières années pour ses paysages urbains d'Amsterdam, dans lesquels l'influence de George Hendrik Breitner est perceptible. En 1896, il se rend à Paris, où il se perfectionne dans la gravure à l'eau-forte. Il y travaille jusqu'en 1900 puis est actif notamment à Londres, Nogent-sur-Marne (1900-1902), Auvers-sur-Oise (1903), Amsterdam (1903-1905) et Hilversum (jusqu'en 1908).
Pieter Dupont est professeur à la Teekenschool voor Kunstambachten (1891-1896) et devient professeur d'arts graphiques à la Rijksakademie d'Amsterdam en 1903.
Il dessine des timbres postaux et des billets de banque et réalise des paysages, des scènes de forêt, des portraits, des intérieurs d'église et des paysages urbains. En 1906, il réalise la couverture du livre Landlooperij pour l'éditeur Brusse à Rotterdam. On peut voir ses œuvres dans des musées tels que le musée Kröller-Müller à Otterlo et le musée Singer Laren à Laren. Un certain nombre de ses gravures sont publiées à partir de 1893 par la firme E. J. van Wisselingh à Amsterdam, à des éditions de cinquante à cent exemplaires en général. Il est frappant de constater le grand nombre de ses gravures représentant des chevaux de labour. En 1908, on lui demande de graver un nouveau billet de 25 florins d'après un dessin de A. J. Derkinderen. Une partie de la gravure est prête lorsqu'il tombe gravement malade à la fin de 1910 et il meurt quelques semaines plus tard à l'âge de quarante ans d'une angine de poitrine.

## Quelques œuvres

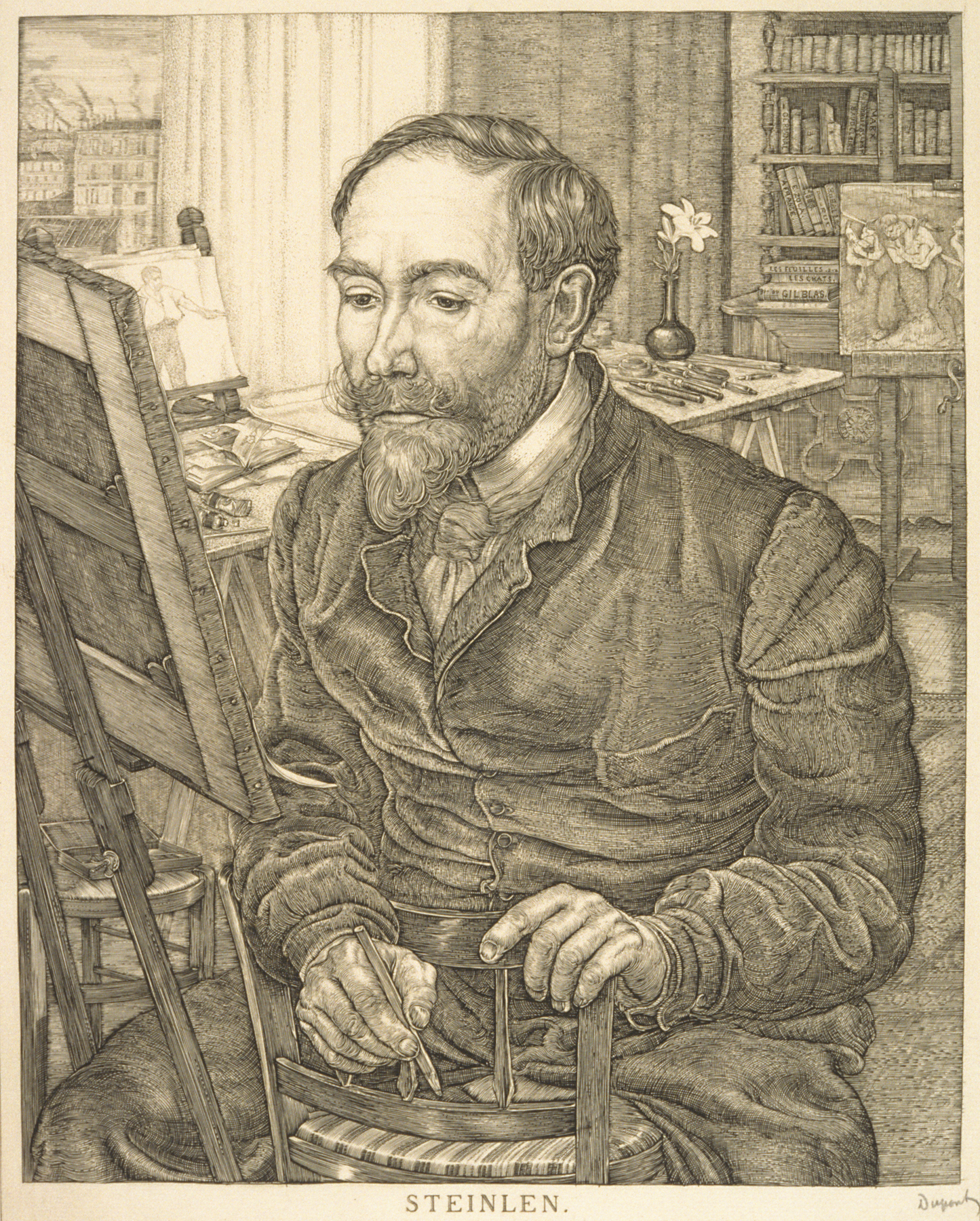
Portrait de Steinlengravure au trait.
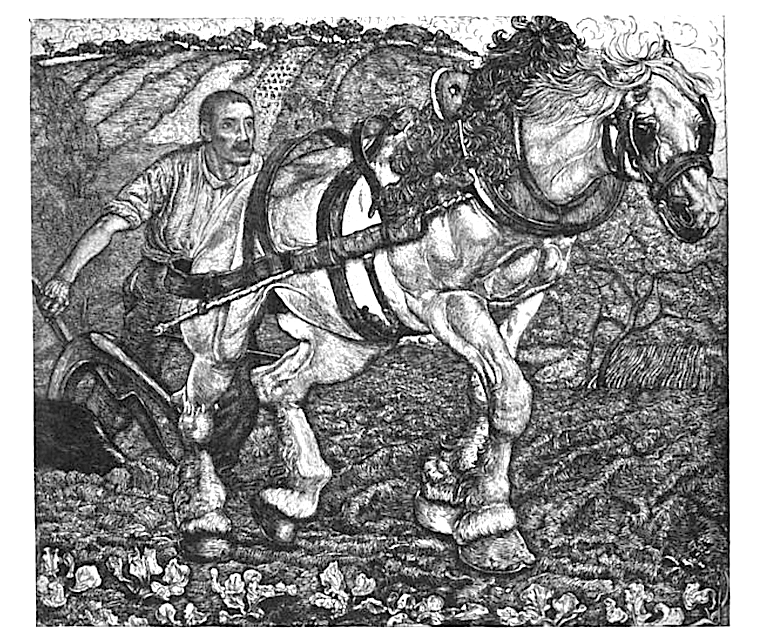
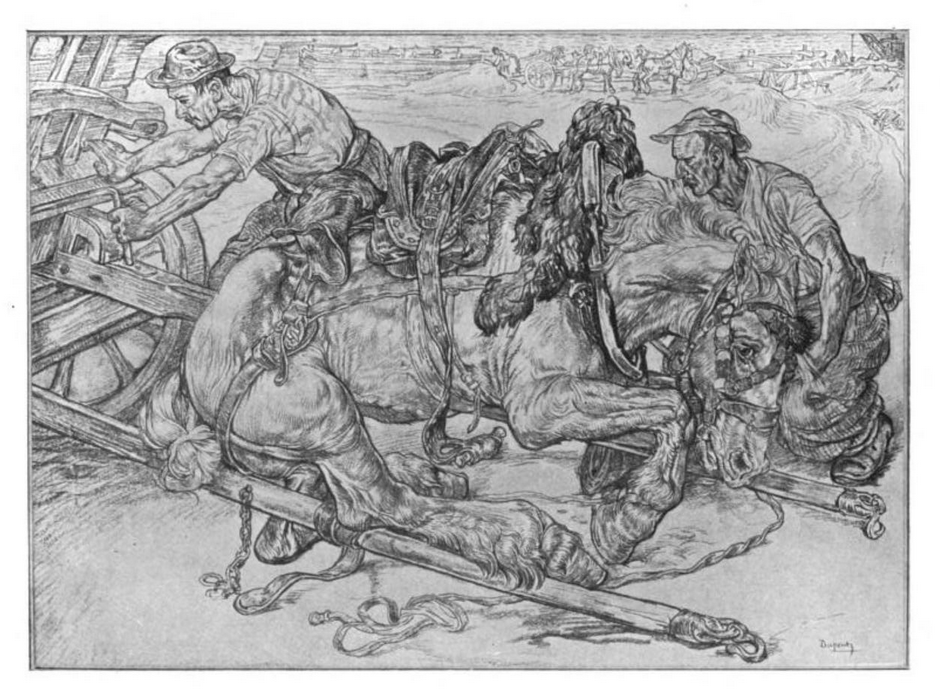
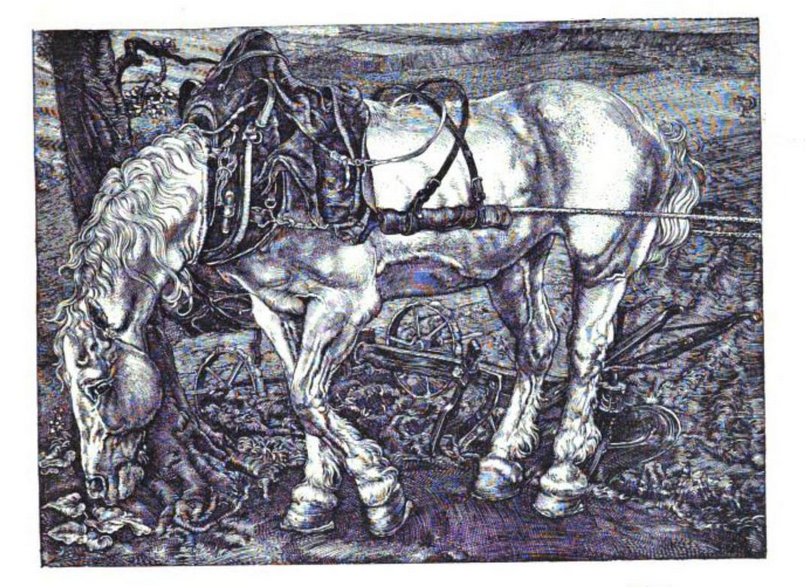

## Élèves de Pieter Dupont
Pieter Dupont est professeur de :
- Jan Willem Barendregt (nl)
- Tjeerd Bottema (nl)
- Cornelis Brandenburg (nl)
- David Bueno de Mesquita (nl)
- Wilhelmina Drupsteen (nl)
- Bernard Eilers
- Johan Gabriëlse (nl)
- Loes van Groningen (nl)
- Willem Frederik Haas
- Dirk Harting
- Simon de Heer
- Piet van der Hem (en)
- Albert Hemelman (nl)
- Felix Hess (en)
- Gerard Hofs
- Toon de Jong (nl)
- Willem Klijn
- Gerard Koekkoek
- Louis Kortenhorst (nl)
- Klaas Koster (nl)
- Willem van Leusden
- Samuel Linschoten
- Johannes Löhr
- Machtella van Lynden
- Abraham de Miranda
- Catharina Alida Mispelblom Beyer
- Leendert Johan Muller
- Elisabeth Francisca Nieuwenhuis (nl)
- Gustaaf van Nifterik
- Johan Christiaan Nijland
- Leendert K.C. Prins
- Engelien Reitsma-Valença (nl)
- Debora Römer (nl)
- John Ruys
- Lizzy Schouten
- Anton Smeerdijk
- Rie Swartwout de Hoog (nl)
- George Marinus Tamson
- Jan van Vucht Tijssen
- Adriaan van der Wal
- Jaap Weyand